# فياسيسلاف سوفروني
فياسيسلاف سوفروني (بالرومانية: Veaceslav Sofroni)‏ (مواليد 30 أبريل 1984) لاعب كرة قدم مولدوفي دولي يجيد اللعب في خط الهجوم . يلعب حاليا لصالح نادي زيمبرو كيشيناو المولدوفي منذ 2009 .

## روابط خارجية
- فياسيسلاف سوفروني على موقع قاعدة بيانات كرة القدم.إي يو (الإنجليزية)
- فياسيسلاف سوفروني على موقع ناشيونال فوتبول تيمز (الإنجليزية)
- فياسيسلاف سوفروني على موقع Soccerway.com (الإنجليزية)
- فياسيسلاف سوفروني على موقع كووورة